# Junkers W 34

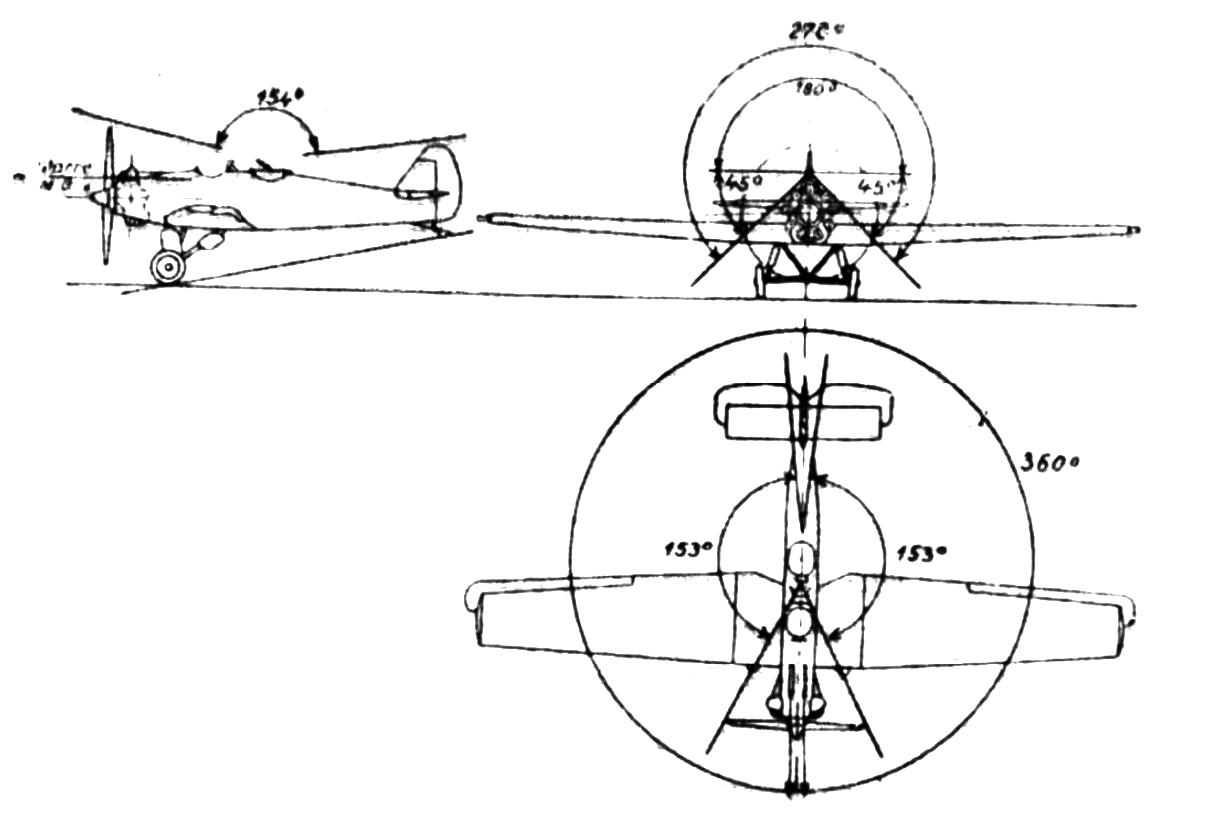
Схематичне зображення транспортного літака Junkers W 34

«Юнкерс» W 34 (нім. Junkers W 34) — німецький одномоторний багатоцільовий пасажирський/транспортний літак німецької побудови. Розроблений у 1920-х роках, він був прийнятий на озброєння в 1926 році. Пасажирський варіант міг прийняти пілота і п'ятьох пасажирів. Літак був розроблений на базі Junkers W 33. Подальший розвиток призвів до Junkers Ju 46.
Літаки сімейства «Юнкерс» W 34 — як мобілізовані цивільні, так і військові К43 — брали участь у конфліктах у Латинській Америці у першій половині 30-х рр. (конфлікти між Колумбією та Перу, а також війна Болівії з Парагваєм). Фінські К43 служили як морські патрульні літаки під час радянсько-фінської війни 1939—1940 рр., а також війни-продовження з СРСР в 1941—1944 рр. Два W 34 служили у ПС Швеції як транспортні під позначенням Tkp2А, поодинокі екземпляри застосовувалися у Повітряних силах низки інших країн.

## Зміст
Перший політ прототипу літака W 34a, оснащеного французьким двигуном Gnome et Rhône 9A Jupiter VI потужністю 420 к.с., відбувся 7 липня 1926 року. Серійне виробництво цивільних W.34 розпочали у 1927 році. Їх будували заводи «Юнкерс» у Дессау та «АБ Флігіндустрі» у Лімгамні (Швеція). З 1933 року у Німеччині стали випускати і військова версія літака W 34.
Виробництво W 34 у Дессау припинили у 1934 р., але після утворення Люфтваффе (1933 року) військові W 34 стали масово випускати інші заводи: Henschel (759), Arado (205), Dornier (58), HFB (261), Blohm & Voss (221), ATG (199) та MIAG (73). Область застосування серійних W 34 виявилася дуже широкою. W 34 застосовували як легкий транспортний та навчально-тренувальний літак як у цивільній так і у військовій авіації багатьох країн у 1920-ті — 1930-ті роки. Озброєння подібних літаків складалося з одного 7,9 мм кулемета і до 100 кг бомб (тільки на навчальних машинах). Випускалися три військові варіанти — W 34he з мотором BMW 132A-1, W 34hi з мотором BMW 132E-1 і W 34hau з мотором Bramo 322H. W 34h перебував на озброєнні в Німеччині з 1933 р., а в Словаччини та Хорватії, що знаходилися під контролем німців, — з 1942 р.
Ціна на одиницю була між 65 000 і 70 400 марок. Повне число побудованих для цивільного ринку літаків було більше 100 од., ще, як мінімум, 2024 були побудовані на замовлення RLM і Люфтваффе. Точне число побудованих машин встановити неможливо: вони будувалися на різних заводах, спочатку впереміш з W 33-ми, багато з W 33-х були пізніше перероблені на W 34-ті, до того ж розходяться цифри замовлення і кількість машин, уведених в експлуатацію.

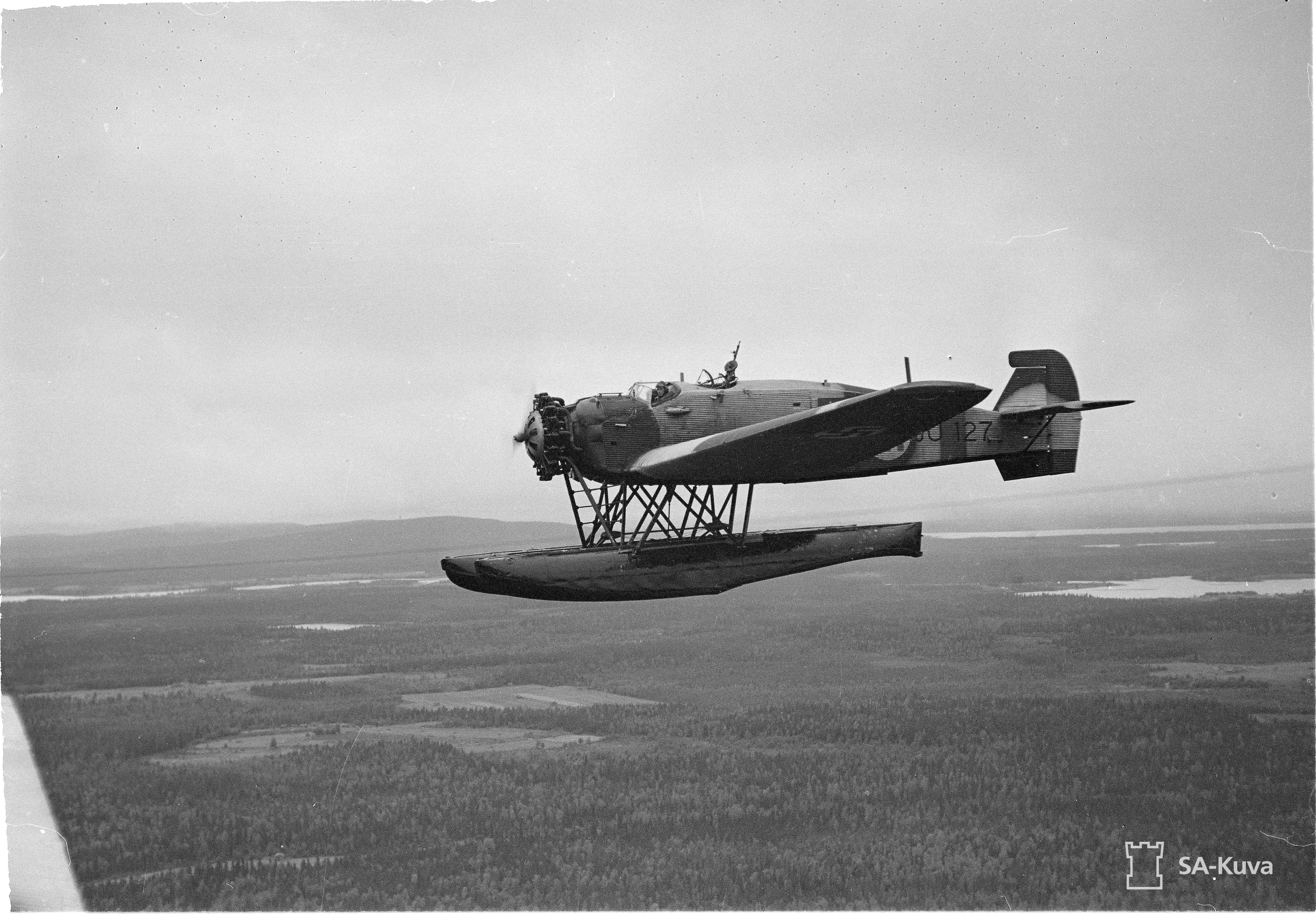
Фінський Junkers K 43fa у польоті. 6 вересня 1941

W 34h служили в льотних школах, що готували екіпажі бомбардувальної авіації, а також застосовувалися для перевезення пасажирів і вантажів на невеликі відстані. До початку Другої світової війни вони вже застаріли, але продовжували застосовуватися як транспортні, переважно в тилу. На 31 січня 1944 року у Люфтваффе все ще лічилося 618 W 34hi і 516 W 34hau, більшість використовувалися льотними школами.
Словацькі W 34h взяли участь у національному повстанні 1944 року. Хорватські ВПС застосовували їх проти партизанів Югославії. Трофейні машини з 1944 р. експлуатувалися в СРСР цивільною авіацією та ВПС, пізніше також авіацією МВС.
Крім німецьких заводів, літак будувався також шведською AB Flugindustri (м. Лімхамн), що була філією фірми Junkers. Тут налагодили серійне виробництво військової модифікації К 43, яка постачалася до Фінляндії, Португалії, Аргентини, Колумбії, Венесуели та Чилі.
За кордоном W 34 експлуатувалися довго, останнім у 1961 році був списаний канадський W 34.

## Модифікації
- W 34 a — варіант літака з 331 кВт двигуном Gnome et Rhône 9A Jupiter, швидкістю до 190 км/год
- W 34 be — варіант літака з 375 кВт двигуном Gnome et Rhône 9A Jupiter, швидкістю до 230 км/год
- W 34 be/b3e — варіант літака з 441 кВт двигуном Bristol Jupiter VII, претендент на постановку авіаційного рекорду в польоті на максимальну висоту
- W 34 ci — варіант літака з 405 кВт двигуном Pratt & Whitney Hornet, швидкістю до 245 км/год
- W 34 di — варіант літака W 34 ci з ліцензійним двигуном виробництва BMW
- W 34 f — варіант літака з 331 кВт двигуном Gnome et Rhône 9A Jupiter, швидкістю до 190 км/год; удосконалена конструкція корпусу. Також версія з поплавками
- W 34 fa — експортна версія пасажирського літака
- W 34 fä — експортна версія літака
- W 34 fo — експортна версія літака з двигуном Pratt & Whitney R-1340 Wasp
- W 34 fy — варіант літака з двигуном Armstrong Siddeley Panther
- W 34 fao — літак з 397 кВт двигуном Siemens-Halske Sh 20. 1 дослідний екземпляр для тестування автопілоту
- W 34 fei — літак з 441 кВт двигуном Siemens-Halske Sh 20U. 1 дослідний екземпляр
- W 34 fg — літак з двигуном Armstrong Siddeley Jaguar
- W 34 fue — варіант літака з двигуном Pratt & Whitney Hornet; пізніше перебудований на морський патрульний літак
- W 34 fi — серія модернізованих літаків з двигуном Pratt & Whitney або BMW
- W 34 gi — літак з 405 кВт двигуном BMW Hornet. 1 дослідний екземпляр для тестування
- W 34 hi — літак з 485 кВт двигуном BMW 132A/E; міг прийняти шість пасажирів і був оснащений удосконаленими радіопеленгаторами. Ця версія в основному використовувалася Люфтваффе для підготовки пілотів і радистів
- W 34 hau — літак схожий на hi, але він мав двигун Bramo 322 H потужністю 526 кВт. Цей тип в основному використовувався Люфтваффе для навчання своїх пілотів і радистів
- K 43 — військова версія транспортного літака; значною мірою перероблені екземпляри попередніх версій K 43

## Країни-оператори
Аргентина
- Повітряні сили Аргентини
- Авіація ВМС Аргентини

 Австралія
- Королівські ПС Австралії

 Болівія
- Повітряні сили Болівії

 Третє Болгарське царство
- Повітряні сили Болгарії

 Бразилія
- Serviços Aéreos Cruzeiro do Sul

 Венесуела
- Повітряні сили Венесуели

 Іспанія
- Повітряні сили Іспанії

 Канада
- Королівські повітряні сили Канади
- Canadian Airways

 Республіка Китай
- Повітряні сили Китайської Республіки

 Колумбія
- Повітряні сили Колумбії
- SCADTA

 Норвегія
- Королівські повітряні сили Норвегії

 Південна Африка
- Повітряні сили Південної Африки
- South African Airways

 Португалія
- Повітряні сили Португалії
- Авіація ВМС Португалії

 Румунське королівство
- Королівські повітряні сили Румунії

 Перша словацька республіка
- Повітряні сили Словаччини

 Радянський Союз
- Військово-повітряні сили СРСР

 Третій Рейх
- Люфтваффе

 Фінляндія
- Повітряні сили Фінляндії
- Фінська прикордонна служба

 Хорватія
- Повітряні сили Хорватії

 Чехословаччина
- Повітряні сили Чехословаччини

 Чилі
- Повітряні сили Чилі

 Швеція
- Повітряні сили Швеції

## Однотипні літаки за епохою, призначенням
- AGO Ao 192
- Blohm & Voss BV 222 Wiking
- Heinkel He 70
- Airspeed Envoy
- De Havilland Albatross
- Noorduyn Norseman
- Fokker F.VII
- Caproni Ca.111
- Fiat G.18
- Savoia-Marchetti S.73
- Boeing 247
- Boeing 307
- Douglas C-47 Skytrain
- Douglas DC-3
- Лі-2
- ПС-89
- Farman F.224
- Potez 62
- Kawasaki Ki-56
- Mitsubishi Ki-57